# Axel Gottfried Pettersson
Axel Gottfried Pettersson var en svensk fodboldspiller og fodboldtræner. Han var den første fodboldtræner og den første udenlandske spiller i AGF.
Pettersson blev ansat som spillende træner d. 22. januar 1919. Aarhus Stiftstidende skrev, at havde spillet i den “berømte klub Örgryte og Göteborg Fodboldforbunds 1. Hold, og bl. a. har deltaget for Sverrig i Landskampen mod Norge”. Ingen svenske kilder kan dog imidlertid bekræfte dette.
Pettersson var med til at vinde fire jyske mesterskaber, og Provinsmesterskabsturneringen i 
1921 og
1923.
Han var også med i finalen i Landsfodboldturneringen 1921 og Landsfodboldturneringen 1923.
Han var træner for AGF i næsten fire år 1919 til 1922. Han indstillede karrieren som spiller i september 1923.